# Fulgenzio Ceccon
Fulgenzio Ceccon (Castelfranco Veneto, 14 maggio 1954) è un tecnico del suono italiano, vincitore di un David di Donatello per il miglior suono e di un Nastro d'argento al migliore sonoro in presa diretta.

## Biografia
Svolge l'attività dal 1983, e diventa stretto collaboratore del regista Marco Tullio Giordana.

## Filmografia
- Ferdinando, uomo d'amore, regia di Memè Perlini (1990)
- I cento passi, regia di Marco Tullio Giordana (2000)
- La meglio gioventù, regia di Marco Tullio Giordana (2004)
- Quando sei nato non puoi più nasconderti, regia di Marco Tullio Giordana (2005)
- Romanzo di una strage, regia di Marco Tullio Giordana (2012)
- Viva la libertà, regia di Roberto Andò (2013)
- Le confessioni, regia di Roberto Andò (2016)

## Premi e riconoscimenti
- David di Donatello
  - 2004 - Miglior suono per La meglio gioventù[1]
- Nastro d'argento
  - 2004 - Miglior sonoro per La meglio gioventù[2]